# Ali Smith
Ali Smith   (Inverness, 24 d'agost de 1962) és una escriptora escocesa, reconeguda amb l'Orde de l'Imperi Britànic i membre de la Royal Society of Literature. Nascuda de pares de classe treballadora, va créixer en un habitatge social a Inverness, i actualment viu a Cambridge. Va estudiar a la Universitat d'Aberdeen i després al Newnham College de Cambridge, per fer un doctorat que mai no va acabar. Va treballar com a professora a la Universitat de Strathclyde fins que va emmalaltir de síndrome de fatiga crònica. Arran d'això, es va convertir en escriptora a temps complet i actualment escriu per a The Guardian, The Scotsman, i el Times Literary Supplement. Obertament homosexual, viu a Cambridge amb la seva parella cineasta Sarah Wood.
El 2007 va ser escollida com a Membre de la Royal Society of Literature. El 2009, va donar el conte «Last» (publicat prèviament al Manchester Review Online) per al projecte 'Ox-Tales d'Oxfam, quatre col·leccions de contes del Regne Unit escrits per 38 autors. La seva història va ser publicada a la col·lecció Fire. Smith va ser condecorada com a Commander de l'Orde de l'Imperi Britànic (CBE) en els 2015 New Year Honours (Honors de l'any nou de 2015) pels seus serveis a la literatura.

## Col·leccions curtes d'històries
- Free Love and Other Stories (1995), premiada amb el Saltire First Book of the Year award.[4]
- Other Stories and Other Stories (1999)[2]
- The Whole Story and Other Stories (2003)[2]
- The First Person and Other Stories (2008)[11]

## Novel·les
- Like (1997)[2]
- Hotel World (2001), premiada amb Encore Award.[12][13]
- Accidental (2005)[2] (traduïda al català: Raig Verd, 2017)
- Girl Meets Boy (2007)[14] (traduïda al caalà: Raig Verd, 2022)
- There But For The (2011)[15]
- Artful (2012)[16][17]
- How to Be Both (2014), guardonada amb el Premi Femení de Ficció 2015 (traduïda al català: Raig Verd, 2015)
- Autumn (2016), (traduïda al català: Raig Verd, 2019)
- Winter (2017), (traduïda al català: Raig Verd, 2021)
- Spring (2019), (traduïda al català: Raig Verd, 2021)
- Summer (2021), (traduïda al català: Raig Verd, 2021)
- Companion Piece (2022), (traduida al català: Raig Verd, 2023)

## No ficció
- «Shire» (2013), amb imatges de Sarah Wood. Full Circle Editions.

## Obres teatrals
- The Seer (2001)[18]
- Just (2005)[18]

## Traduccions al català
- Com ser-ho alhora (How to be both), traducció de Dolors Udina[19]
- L'accidental (Accidental), traducció de Dolors Udina[20]
- Tardor (Autumn), traducció de Dolors Udina[21]
- Hivern (Winter), traducció de Dolors Udina[22]
- Primavera (Spring), traducció de Dolors Udina
- Estiu (Summer), traducció de Dolors Udina
- La torna (Companion Piece), traducció de Dolors Udina
- Noia troba noi (Girl meets boy), traducció de Dolors Udina